# Lijst van platenlabels O
Dit is een lijst van platenlabels met als beginletter een O.
- O.A.P. Records
- Offensive Records
- Offshore Music
- Okeh Records
- Oldie Blues
- Onderstroom Records
- Optik Records
- Orfeo
- Oudnote Records
- Out of Line Music